# Сімакович Валентин Борисович
Валентин Борисович Сімакович (нар. 7 червня 1962, Харків, УРСР) — радянський та український футболіст, воротар, по звершенні кар'єри гравця — тренер.

## Футбольна кар'єра
Вихованець харківського футболу, перший тренер — Віктор Арістов. Розпочав виступи на професіональному рівні в 1982 році в харківському «Маяку», який грав у другій лізі чемпіонату СРСР. Провів у команді 5 сезонів, після чого був покликаний в армію. Під час служби виступав за київський СКА. Після демобілізації став гравцем харківського «Металіста», який виступав у вищій лізі, проте більшу частину часу відіграв у дублюючому складі. Єдину гру у вищому дивізіоні чемпіонату СРСР провів 27 жовтня 1989 року, вийшовши в стартовому складі у виїзному матчі проти душанбинського «Паміру». Дебютний матч відстояв «на нуль». Також провів один матч у складі «Металіста» в Кубку федерації футболу СРСР, проте, не маючи можливості закріпитися в основному складі команди, сезон 1990 року догравав вже в харківському «Маяку». Наступного року перейшов в охтирський «Нафтовик», в складі якого став переможцем української зони другої нижчої ліги.
У 1992 році став гравцем «Явора» з Краснопілля, де майже відразу став основним воротарем. Виступав за «Явір» протягом шести сезонів, у 1995 році в складі команди став переможцем другої ліги чемпіонату України. Своєю грою привернув увагу команди вищої ліги — кіровоградської «Зірки», куди перейшов у 1998 році. За головну команду клубу провів всього один поєдинок, більшу частину часу проводячи в дублі і «Зірці-2», у другій лізі. Після завершення сезону покинув команду і припинив виступи на професіональному рівні. Після закінчення кар'єри виступав за аматорські команди.
Закінчив Дніпропетровський інститут фізкультури. У 2004 році був призначений тренером воротарів у «Металісті», де працював спочатку з другої, а пізніше — з головною та молодіжною командами. Пропрацював в харківському клубі до його розформування у 2016 році. Після цього став тренером воротарів в жіночому футбольному клубі «Житлобуд-1».

## Досягнення

### Як гравця
«Нафтовик» (Охтирка)
- Друга нижча ліга СРСР
  -  Чемпіон (1): 1991 (1 зона)

«Явір» (Краснопілля)
- Друга ліга чемпіонату України
  -  Чемпіон (1): 1994/95

## Особисте життя
Одружений. Батько двох дітей. Брат, Володимир, також деякий час виступав за харківський «Маяк» у чемпіонаті СРСР.